# Lord El-Melloi II-sei no jikenbo
Lord El-Melloi ni sei no jikenbo (ロード・エルメロイⅡ世の事件簿?, Rōdo Erumeroi II-sei no jikenbo, lett. "I casi di Lord El-Melloi II") è una serie di light novel scritta da Sanda Makoto e illustrata da Mineji Sakamoto.
È uno spin-off della visual novel Fate/stay night, ma anche un punto di congiunzione ad altre serie di Type-Moon come Kara no kyōkai e Tsukihime, tutte concepite da Kinoko Nasu.

## Trama
La storia si colloca dieci anni dopo gli eventi di Fate/Zero e due mesi prima di quelli di Fate/stay night. La serie segue le vicende di Waver Velvet (alias Lord El-Melloi II), un ex partecipante alla quarta Guerra del santo Graal di Fujuki e ora professore e detective magico presso l'Associazione dei Maghi di Londra, con sede nella Torre dell'Orologio (時計塔?, Tokeitō). Accompagnato dalla propria assistente, una ragazza di nome Grey, il mago si ritroverà a investigare su strani casi legati al mondo magico, alle sue istituzioni e soprattutto sui misteri legati alla taumaturgia.
Durante lo svolgersi degli eventi fanno la loro comparsa anche personaggi già noti alla saga come Luviagelita Edelfelt (Fate/hollow ataraxia), Reines El-Melloi Archisorte (la nipote di Kayneth El-Melloi Archibald di Fate/Zero), Flat Escardos (Fate/strange Fake), Atrum Galliasta (Fate/stay night: Unlimited Blade Works), Caules Forvedge Yggdmillennia (Fate/Apocrypha), Olga Marie Animusphere (Fate/Grand Order) e Touko Aozaki (Kara no kyōkai).

## Personaggi

Waver Velvet e Gray

### Personaggi principali
Waver Velvet (ウェイバー・ベルベット?, Weibā Berubetto)
Doppiato da: Daisuke Namikawa
Alias Lord El-Melloi II. Già apparso da giovane in Fate/Zero, in questa serie è cresciuto ed è un professore di teoria magica, privo del potenziale necessario per essere un grande mago ma con una conoscenza enciclopedica della magia che spesso gli consente di risolvere i casi che si trova davanti. Il suo obiettivo è riuscire ad evocare nuovamente Rider, il suo Servant durante gli eventi di Fate/Zero.
Gray (グレイ?, Gurei)
Doppiata da: Reina Ueda
La narratrice della storia, apprendista quindicenne di Velvet. Una ragazza timida e taciturna, anche se a volte tagliente nella sua narrazione, è fedele a Waver da quando egli l'ha salvata dal villaggio dove è nata, che intendeva sacrificarla per evocare nuovamente Artoria.
Add (アッド?, Addo)
Doppiato da: Daisuke Ono
Il sigillo che contiene Rhongomyniad, l'arma magica di Artoria, e compagno di Gray, è un piccolo cubo in grado di trasformarsi in molteplici armi. Possiede una copia della personalità di Sir Kay.
Flat Escardos (フラット・エルカルドス?, Furatto Erukarudosu)
Doppiato da: Yoshitsugu Matsuoka
Apprendista di Waver Velvet. Possiede un potenziale magico fuori dal comune, ma non è molto furbo. Appare anche come Master di Berserker in Fate/strange Fake.
Svin Glascheit (スヴィン・グラシュエート?, Suvuin Gurashuēto)
Doppiato da: Seiichirō Yamashita
Apprendista di Waver Velvet.

## Opere derivate

### Light novel
La serie di light novel è stata scritta da Makoto Sanda. Durante l'evento TYPE-MOON FEST tenutosi nel luglio 2012, l'autore si ritrovò a giocare una partita al videogioco di ruolo Red Dragon con Kinoko Nasu e Gen Urobuchi, dove il primo chiese a Makoto se poteva scrivere una storia riguardante il franchise di Fate, la quale si sarebbe dovuta incentrare sul personaggio di Waver Velvet/Lord El-Melloi II e Makoto accettò. Il primo numero è stato pubblicato da Type-Moon sotto l'etichetta Type-Moon Books al Comiket 87 il 23 dicembre 2014 mentre il decimo, nonché l'ultimo, è uscito il 17 maggio 2019. Le illustrazioni sono state disegnate da Mineji Sakamoto mentre l'editore Kadokawa Shoten si è occupato di distribuire la versione cartacea.
| Nº | Giapponese 「Kanji」 - Rōmaji                                 | Data di prima pubblicazione | Data di prima pubblicazione |
| Nº | Giapponese 「Kanji」 - Rōmaji                                 | Giapponese                  |                             |
| 1  | 「case.剥離城アドラ」 - case. Hakuri-jō Adora                 | 23 dicembre 2014            |                             |
| 2  | 「case.双貌塔イゼルマ（上）」 - case. Sōbōtō Izeruma (jō)     | 14 agosto 2015              |                             |
| 3  | 「case.双貌塔イゼルマ（下）」 - case. Sōbōtō Izeruma (ge)     | 4 dicembre 2015             |                             |
| 4  | 「case.魔眼蒐集列車（上）」 - case. Rēru Tsepperin (jō)       | 14 agosto 2016              |                             |
| 5  | 「case.魔眼蒐集列車（下）」 - case. Rēru Tsepperin (ge)       | 30 dicembre 2016            |                             |
| 6  | 「case.アトラスの契約（上）」 - case. Atorasu no keiyaku (jō) | 11 agosto 2017              |                             |
| 7  | 「case.アトラスの契約（下）」 - case. Atorasu no keiyaku (ge) | 31 dicembre 2017            |                             |
| 8  | 「case.冠位決議（上）」 - case. Gurando Rōru (jō)             | 12 agosto 2018              |                             |
| 9  | 「case.冠位決議（中）」 - case. Gurando Rōru (chū)            | 31 dicembre 2018            |                             |
| 10 | 「case.冠位決議（下）」 - case. Gurando Rōru (ge)             | 17 maggio 2019              |                             |
| 1  | 「神を喰らった男」 - Kami o kuratta otoko                     | 25 dicembre 2020            |                             |
| 2  | 「彷徨海の魔人(上)」 - Hōkō umi no majin (ue)                 | 13 agosto 2021              |                             |
| 3  | 「彷徨海の魔人(下)」 - Hōkō umi no majin (shita)              | 28 gennaio 2022             |                             |
| 4  | 「錬金術師の遺産(上)」 - Renkinjutsushi no isan (ue)          | 19 agosto 2022              |                             |
| 5  | 「錬金術師の遺産(下)」 - Renkinjutsushi no isan (shita)       | 31 dicembre 2022            |                             |

### Manga
Una trasposizione manga della serie a cura di Tō Azuma ha iniziato la pubblicazione sulla rivista Young Ace di Kadokawa Shoten dal 4 ottobre 2017.
| Nº | Data di prima pubblicazione | Data di prima pubblicazione | Data di prima pubblicazione |
| Nº | Giapponese                  | Giapponese                  |                             |
| -- | --------------------------- | --------------------------- | --------------------------- |
| 1  | 3 luglio 2018               | ISBN 978-4-04-107053-6      |                             |
| 2  | 4 agosto 2018               | ISBN 978-4-04-107054-3      |                             |
| 3  | 10 gennaio 2019             | ISBN 978-4-04-107733-7      |                             |
| 4  | 24 giugno 2019              | ISBN 978-4-04-108126-6      |                             |
| 5  | 28 dicembre 2019            | ISBN 978-4-04-108131-0      |                             |
| 6  | 24 ottobre 2020             | ISBN 978-4-04-108132-7      |                             |
| 7  | 4 marzo 2021                | ISBN 978-4-04-111095-9      |                             |
| 8  | 4 ottobre 2021              | ISBN 978-4-04-111702-6      |                             |
| 9  | 2 maggio 2022               | ISBN 978-4-04-111703-3      |                             |
| 10 | 3 marzo 2023                | ISBN 978-4-04-113413-9      |                             |
| 11 | 4 novembre 2023             | ISBN 978-4-04-114239-4      |                             |
| 12 | 4 ottobre 2024              | ISBN 978-4-04-115273-7      |                             |
| 13 | 26 luglio 2025              | ISBN 978-4-04-116303-0      |                             |

### Anime

Logo della serie

Una versione anime che adattava la storia di Rail Zeppelin fu annunciato durante il Fate Project New Year's TV special dove fu confermato che la versione animata sarebbe stata prodotta dallo studio d'animazione Troyca. La regia fu affidata a Makoto Katō, la sceneggiatura a Ukyō Kodachi, la colonna sonora a Yuki Kajiura, il character design a Jun Nakai mentre la supervisione fu assegnata ad Ei Aoki. L'anime fu trasmesso dal 6 luglio al 28 settembre 2019 su Tokyo MX, BS11, GTV, GYT, MBS, AT-X e ABA. Yuki Kajiura ha inoltre composto anche la musica della sigla d'apertura intitolata starting the case: Rail Zeppelin, mentre ASCA ha interpretato quella di chiusura intitolata Hibari雲雀 (?, lett. "Allodola"). Aniplex of America e Crunchyroll si sono occupate dello streaming in Nord America, Centro America, Sud America, Regno Unito, Irlanda, Australia e Nuova Zelanda. AnimeLab ha a sua volta annunciato la distribuzione tramite streaming in Australia e in Nuova Zelanda, similmente Funimation ha trasmesso la serie in simulcast sul loro sito web ufficiale per il territorio nord americano.
Durante l'Aniplex Online Fest 2021, è stato annunciato che la serie avrebbe ricevuto un episodio speciale. Quest'ultimo è stato trasmesso il 31 dicembre 2021. La sigla è Kimi ga mita yume no monogatari (君が見た夢の物語?) cantata da ASCA.

#### Episodi
| Nº | Titolo italiano (traduzione letterale) Giapponese 「Kanji」 - Rōmaji | In onda           | In onda |
| Nº | Titolo italiano (traduzione letterale) Giapponese 「Kanji」 - Rōmaji | Giapponese        |         |
| 0  | La becchina, il gatto e il mago 「墓守と猫と魔術師」 - Hakamori to neko to majutsu-shi | 31 dicembre 2018  |         |
| 1  | Babilonia, il condannato e le memorie di un re 「バビロンと刑死者と王の記憶」 - Babiron to keishi-sha to ō no kioku                                                                                              | 6 luglio 2019     |         |
| 2  | I sette astri e la gabbia eterna 「七つの星と永遠の檻(はこ)」 - Nanatsu no hoshi to eien no hako | 13 luglio 2019    |         |
| 3  | Rombi di tuono e il labirinto sotterraneo 「雷鳴と地下迷宮」 - Raimei to chika meikyū | 20 luglio 2019    |         |
| 4  | Il laboratorio, il sepolcro e il negromante 「工房と塚と死霊魔術師 (ネクロマンサー)」 - Kōbō to dzuka to nekuromansā                                                                                             | 27 luglio 2019    |         |
| 5  | La lancia che brilla ai confini del mondo e gli occhi fatati 「最果ての槍と妖精眼」 - Saihate no yari to yōsei me                                                                                                | 3 agosto 2019     |         |
| 6  | La ragazza, il grande magazzino e il regalo 「少女とデパートとプレゼント」 - Shōjo to depāto to purezento | 10 agosto 2019    |         |
| 7  | Rail Zeppelin 1/6: Il fischio di partenza e il primo omicidio 「魔眼蒐集列車1/6 旅立ちの汽笛と第一の殺人」 - Magan shūshū ressha 1/6 tabidachi no kiteki to daiichi no satsujin                                  | 17 agosto 2019    |         |
| 8  | Rail Zeppelin 2/6: Il carro di Gordio e la memoria del re dei conquistatori 「魔眼蒐集列車2/6 神威の車輪(ゴルディアス・ホイール)と征服王の記憶」 - Magan shūshū ressha 2/6 gorudiasu hoīru to seifuku-ō no kioku | 24 agosto 2019    |         |
| 9  | Rail Zeppelin 3/6: L'oracolo, la determinazione e la prole di Einnashe 「魔眼蒐集列車3/6 巫女と決意と腑海林(アインナッシュ)の仔」 - Magan shūshū ressha 3/6 miko to ketsui to ain'nasshu no ko                   | 31 agosto 2019    |         |
| 10 | Rail Zeppelin 4/6: Gli occhi mistici della transitorietà e un detective ridestato 「魔眼蒐集列車4/6 泡影の魔眼と目覚める探偵」 - Magan shūshū ressha 4/6 hōyō no mame to mezameru tantei                         | 7 settembre 2019  |         |
| 11 | Rail Zeppelin 5/6: L'immagine residuale e la seduta d'asta 「魔眼蒐集列車5/6 残像とオークション」 - Magan shūshū ressha 5/6 zanzō to ōkushon                                                                     | 14 settembre 2019 |         |
| 12 | Rail Zeppelin 6/6: Fulmini e stelle cadenti 「魔眼蒐集列車6/6 雷光と流星」 - Magan shūshū ressha 6/6 raikō to ryūsei                                                                                             | 21 settembre 2019 |         |
| 13 | La torre dell'orologio, vita quotidiana e il primo passo verso il futuro 「時計塔と日常と未来への第一歩」 - Tokeitō to nichijō to mirai he no daiipō                                                             | 28 settembre 2019 |         |
| SP | Waver, riunione e la lanterna magica ~ Qui stanno tutte le risposte sul perché mi hai scelto.~ 「ウェイバーと同窓会と幻灯機」 - Weibā to dōsōkai to gentō-ki                                                     | 31 dicembre 2021  |         |